# Saint-Ouen-le-Pin
Saint-Ouen-le-Pin är en kommun i departementet Calvados i regionen Normandie i norra Frankrike. Kommunen ligger i kantonen Cambremer som ligger i arrondissementet Lisieux. År 2022 hade Saint-Ouen-le-Pin 256 invånare.

## Befolkningsutveckling
Antalet invånare i kommunen Saint-Ouen-le-Pin
Referens:INSEE